# Bocksbolssjö
Bocksbolssjö är en sjö i Svenljunga kommun i Västergötland och ingår i Viskans huvudavrinningsområde. Sjöns area är 0,028 kvadratkilometer och den är belägen 200 meter över havet.